# Dinara (sommet)
Pour l’article homonyme, voir Dinara.
Le Dinara ou Sinjal est un sommet du massif homonyme, s'élevant à 1 831 mètres dans les Alpes dinariques. Il n'est pas le plus haut sommet du Dinara, qui culmine à 1 912 m au Troglav, mais constitue le point culminant de la Croatie.